# Wang Ye

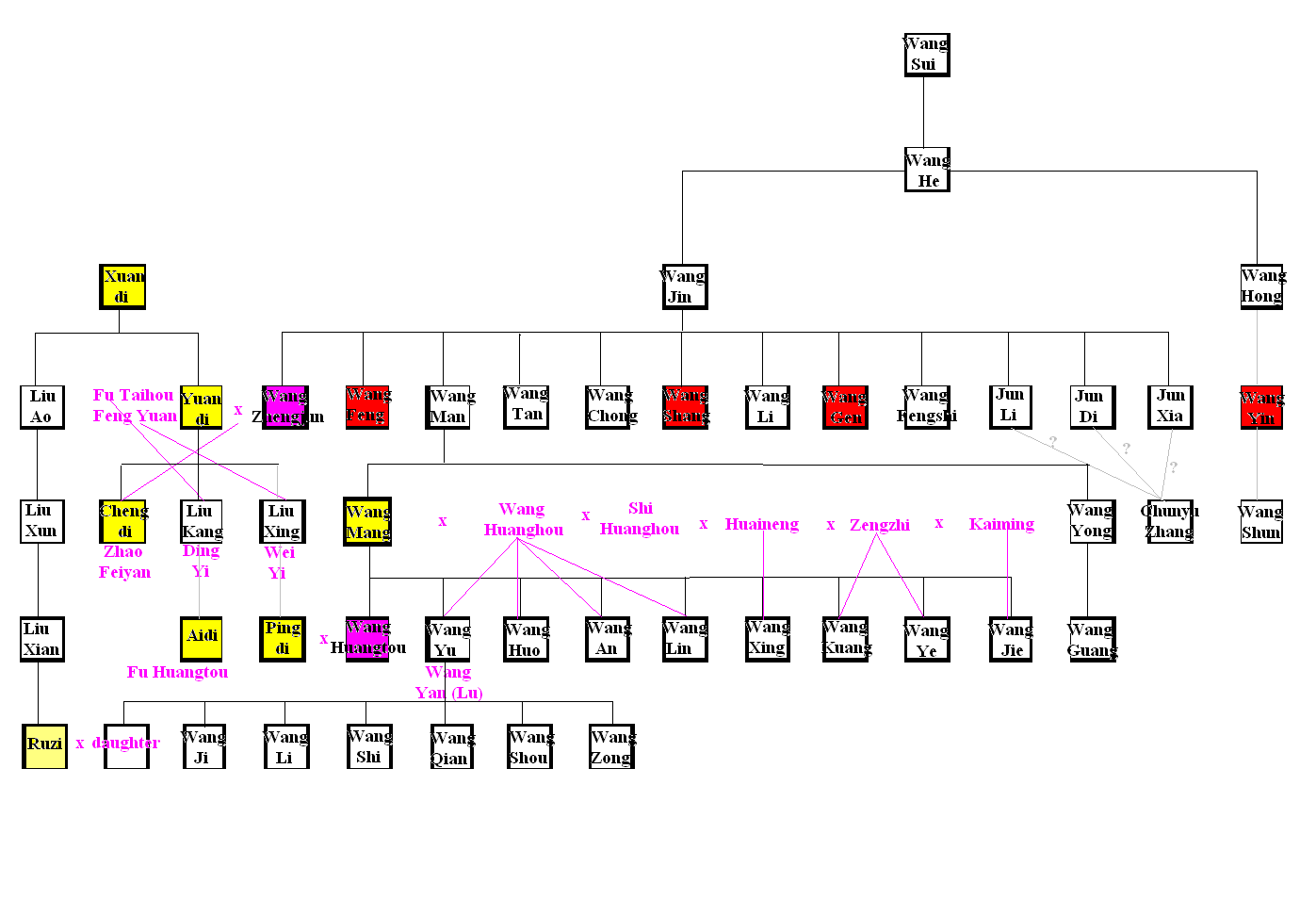
Stamboom van de familie Wang

Wang Ye (†?) was een dochter van de Chinese keizer Wang Mang en van Zengzhi, een van zijn drie concubines tijdens zijn periode van ballingschap (5-2 v.Chr.).

## Biografie
Keizer Cheng, een zoon van keizerin-weduwe Wang Zhengjun overleed in 7 v.Chr. en werd opgevolgd door zijn neef Aidi. Die was niet verwant met de familie Wang. Hun leidende positie aan het hof werd overgenomen door verwanten van Fu Zhaoyi, grootmoeder en door die van Ding Yi, moeder van de nieuwe keizer. Wang Mang moest aftreden als opperbevelhebber (Da Sima, 大司馬) en zich in 5 v.Chr. uit de hoofdstad Chang'an terugtrekken naar zijn leengoed Xindu (新都). Hoewel Wang Mang voorstond strikt monogaam te zijn, kreeg hij tijdens zijn ballingschap een relatie met drie concubines, Zengzhi, Huaineng en Kaiming. Uit deze relaties zijn vier kinderen geboren, Zengzhi kreeg twee kinderen, een dochter, Wang Ye en een zoon, Wang Kuang; Huaineng kreeg een zoon, Wang Xing en Kaiming een dochter, Wang Jie.
Omdat deze kinderen geboren waren uit vrouwen met een lagere rang, kregen zij in tegenstelling tot de kinderen uit zijn huwelijk met keizerin Wang Huanghhou geen adellijke titels toen Wang Mang zich in 9 na Chr. proclameerde tot keizer. Zij bleven wonen op het leengoed Xindu. In 21, tijdens de (fatale) ziekte van Wang An, de enige overgebleven zoon uit zijn huwelijk met de keizerin maakte Wang Mang bekend dat ook de vier kinderen van zijn drie concubines tot de keizerlijke familie behoorden. Wang Ye ontving de titel Muxiu Ren (睦脩任).